# Campeonato Mundial de Atletismo em Pista Coberta de 2010 - 60 m masculino
A prova dos 60 metros masculino do Campeonato Mundial de Atletismo em Pista Coberta de 2010 foi disputada entre 12 e 13 de março no ASPIRE Dome, em Doha.

## Recordes
Antes desta competição, os recordes mundiais e do campeonato nesta prova eram os seguintes:
| Tipo                  | Atleta         | Tempo | Local         | Data                                      |
| --------------------- | -------------- | ----- | ------------- | ----------------------------------------- |
|                       | Maurice Greene | 6.39  | Madri Atlanta | 3 de fevereiro de 1998 3 de março de 2001 |
| Recorde do campeonato | Maurice Greene | 6.42  | Maebashi      | 7 de março de 1999                        |

## Medalhistas
| Ouro                 | Prata              | Bronze              |
| Dwain Chambers (GBR) | Mike Rodgers (USA) | Daniel Bailey (ATG) |

## Resultados

### Eliminatórias
Estes são os resultados das eliminatórias. Os 53 atletas inscritos foram divididos em sete baterias, se classificando para as semifinais os três melhores de cada bateria (Q) mais os três melhores tempos no geral (q).
| Bateria 1 | Bateria 1                | Bateria 1 | Bateria 1            |
| Pos.      | Atleta                   | Tempo     | Notas                |
| --------- | ------------------------ | --------- | -------------------- |
| 1         | USA Trell Kimmons        | 6.61 (Q)  |                      |
| DSQ       | QAT Samuel Francis       | 6.63 (Q)  | Doping               |
| 2         | LBR Abraham Morlu        | 6.68 (Q)  |                      |
| 3         | JPN Masashi Eriguchi     | 6.75 (q)  | Recorde pessoal      |
| 4         | FRA Teddy Tinmar         | 6.88      |                      |
| 5         | SIN Calvin Kang Li Loong | 6.91      | Recorde pessoal      |
| 6         | SEY Danny D'Souza        | 6.97      | Recorde nacional     |
| 7         | VIN Jared Lewis          | 7.06      | Recorde da temporada |

| Bateria 2 | Bateria 2              | Bateria 2 | Bateria 2       |
| Pos.      | Atleta                 | Tempo     | Notas           |
| --------- | ---------------------- | --------- | --------------- |
| 1         | GBR Dwain Chambers     | 6.59 (Q)  |                 |
| 2         | NGR Ogho-Oghene Egwero | 6.73 (Q)  |                 |
| 3         | SLE Ibrahim Kabia      | 6.76 (Q)  |                 |
| 4         | HKG Chun Ho Lai        | 6.88      |                 |
| 5         | GRE Ággelos Aggelákis  | 6.94      |                 |
| 6         | FSM John Howard        | 7.30      | Recorde pessoal |
| 7         | GUI Moussa Camara      | 7.39      | Recorde pessoal |

| Bateria 3 | Bateria 3                     | Bateria 3 | Bateria 3            |
| Pos.      | Atleta                        | Tempo     | Notas                |
| --------- | ----------------------------- | --------- | -------------------- |
| 1         | AHO Brian Mariano             | 6.66 (Q)  |                      |
| 2         | OMA Barakat Mubarak Al-Harthi | 6.69 (Q)  |                      |
| 3         | GBR Harry Aikines-Aryeetey    | 6.72 (Q)  |                      |
| 4         | RUS Aleksandr Vashurkin       | 6.75 (q)  |                      |
| 5         | KSA Yasser Al-Nashri          | 6.83      | Recorde da temporada |
| 6         | TPE Wei-Chen Yi               | 6.96      | Recorde pessoal      |
| 7         | PLW Leon Mengloi              | 7.45      | Recorde nacional     |
| 8         | NRU Quaski Itaia              | 7.66      | Recorde pessoal      |

| Bateria 4 | Bateria 4             | Bateria 4 | Bateria 4       |
| Pos.      | Atleta                | Tempo     | Notas           |
| --------- | --------------------- | --------- | --------------- |
| 1         | USA Mike Rodgers      | 6.69 (Q)  |                 |
| 2         | BAH Rodney Green      | 6.73 (Q)  |                 |
| 3         | FRA Ronald Pognon     | 6.73 (Q)  |                 |
| 4         | CIV Ben Youssef Meité | 6.76      |                 |
| 5         | DEN Martin Krabbe     | 6.79      |                 |
| 6         | CUB David Lescay      | 6.79      | Recorde pessoal |
| 7         | SOL Jack Iroga        | 7.35      | Recorde pessoal |

| Bateria 5 | Bateria 5                 | Bateria 5 | Bateria 5            |
| Pos.      | Atleta                    | Tempo     | Notas                |
| --------- | ------------------------- | --------- | -------------------- |
| 1         | ESP Ángel David Rodríguez | 6.67 (Q)  |                      |
| 2         | JAM Nesta Carter          | 6.69 (Q)  |                      |
| 3         | BRA Vicente de Lima       | 6.75 (Q)  | Recorde da temporada |
| 4         | RUS Roman Smirnov         | 6.75 (q)  |                      |
| 5         | VAN Moses Kamut           | 7.32      | Recorde nacional     |
| 6         | NIG Yacouba Mamane        | 7.50      | Recorde pessoal      |
|           | SUI Rolf Fongué           | DSQ       |                      |
|           | BRU Mohamed Faisal        | DNS       |                      |

| Bateria 6 | Bateria 6              | Bateria 6 | Bateria 6            |
| Pos.      | Atleta                 | Tempo     | Notas                |
| --------- | ---------------------- | --------- | -------------------- |
| 1         | AUT Ryan Moseley       | 6.76 (Q)  |                      |
| 2         | AHO Churandy Martina   | 6.77 (Q)  |                      |
| 3         | SUI Pascal Mancini     | 6.77 (Q)  |                      |
| 4         | JAM Lerone Clarke      | 6.78      |                      |
| 5         | PAR Adrian Ferreira    | 7.26      | Recorde da temporada |
| 6         | SMR Federico Gorrieri  | 7.31      | Recorde da temporada |
| 7         | SWZ Sibusiso Matsenjwa | 7.39      | Recorde pessoal      |
| 8         | PLE Jalal Kassab       | 7.65      | Recorde pessoal      |

| Bateria 7 | Bateria 7           | Bateria 7 | Bateria 7       |
| Pos.      | Atleta              | Tempo     | Notas           |
| --------- | ------------------- | --------- | --------------- |
| 1         | ANT Daniel Bailey   | 6.70 (Q)  |                 |
| 2         | IRI Reza Ghasemi    | 6.78 (Q)  |                 |
| 3         | NGR Peter Emelieze  | 6.78 (Q)  |                 |
| 4         | ESP Iván Mocholí    | 6.79      |                 |
| 5         | GBS Holder da Silva | 7.07      |                 |
| 6         | KIR George Pine     | 7.46      | Recorde pessoal |
| 7         | COK Tiraa Arere     | 7.64      | Recorde pessoal |

### Semifinais
Estes são os resultados das semifinais. Os 24 atletas classificados foram divididos em três baterias, se classificando para a final os dois melhores de cada bateria (Q) mais os dois melhores tempos no geral (q).
| Semifinal 1 | Semifinal 1                   | Semifinal 1 | Semifinal 1      |
| Pos.        | Atleta                        | Tempo       | Notas            |
| ----------- | ----------------------------- | ----------- | ---------------- |
| 1           | GBR Dwain Chambers            | 6.51 (Q)    |                  |
| 2           | JAM Nesta Carter              | 6.64 (Q)    |                  |
| 3           | NGR Peter Emelieze            | 6.66        |                  |
| 4           | LBR Abraham Morlu             | 6.67        | Recorde nacional |
| 5           | OMA Barakat Mubarak Al-Harthi | 6.67        | Recorde nacional |
| 6           | ESP Ángel David Rodríguez     | 6.69        |                  |
| 7           | JPN Masashi Eriguchi          | 6.77        |                  |
| 8           | IRI Reza Ghasemi              | 6.80        |                  |

| Semifinal 2 | Semifinal 2                | Semifinal 2 | Semifinal 2          |
| Pos.        | Atleta                     | Tempo       | Notas                |
| ----------- | -------------------------- | ----------- | -------------------- |
| 1           | USA Trell Kimmons          | 6.55 (Q)    | Recorde da temporada |
| 2           | ANT Daniel Bailey          | 6.62 (Q)    |                      |
| DSQ         | QAT Samuel Francis         | 6.64 (q)    | Doping               |
| 3           | SLE Ibrahim Kabia          | 6.65 (q)    | Recorde nacional     |
| 4           | NGR Ogho-Oghene Egwero     | 6.68        |                      |
| 5           | SUI Pascal Mancini         | 6.70        |                      |
| 6           | RUS Aleksandr Vashurkin    | 6.77        |                      |
|             | GBR Harry Aikines-Aryeetey | DNF         |                      |

| Semifinal 3 | Semifinal 3          | Semifinal 3 | Semifinal 3          |
| Pos.        | Atleta               | Tempo       | Notas                |
| ----------- | -------------------- | ----------- | -------------------- |
| 1           | USA Mike Rodgers     | 6.56 (Q)    |                      |
| 2           | FRA Ronald Pognon    | 6.64 (Q)    |                      |
| 3           | AHO Churandy Martina | 6.65        |                      |
| 4           | BAH Rodney Green     | 6.65        | Recorde nacional     |
| 5           | BRA Vicente de Lima  | 6.69        | Recorde da temporada |
| 6           | AUT Ryan Moseley     | 6.71        |                      |
| 7           | RUS Roman Smirnov    | 6.74        |                      |
|             | AHO Brian Mariano    | DSQ         |                      |

### Final
Estes são os resultados da final:
| Pos.              | Atleta             | Tempo | Notas                |
| ----------------- | ------------------ | ----- | -------------------- |
| Medalha de ouro   | GBR Dwain Chambers | 6.48  | Recorde da temporada |
| Medalha de prata  | USA Mike Rodgers   | 6.53  |                      |
| Medalha de bronze | ANT Daniel Bailey  | 6.57  |                      |
| 4                 | USA Trell Kimmons  | 6.59  |                      |
| DSQ               | QAT Samuel Francis | 6.62  | Doping               |
| 5                 | FRA Ronald Pognon  | 6.65  |                      |
| 6                 | JAM Nesta Carter   | 6.72  |                      |
|                   | SLE Ibrahim Kabia  | DNS   |                      |
| 7                 | BRA José Victor    | ¨6.78 |                      |

Legenda
| Recorde mundial       | Recorde mundial (World record)               |                       | Recorde africano                      | Recorde africano (African) |                                           | Q | Classificado por posição (Qualified) |
| Recorde do campeonato | Recorde do campeonato (Championship record)  | Recorde da América    | Recorde da América (Americas)         | q                          | Classificado por melhor tempo (Qualified) |   |                                      |
| Melhor marca do ano   | Melhor marca do ano (World leading)          | Recorde asiático      | Recorde asiático (Asian)              | DNS                        | Não largou (Did not start)                |   |                                      |
| Recorde nacional      | Recorde nacional (National record)           | Recorde europeu       | Recorde europeu (European)            | DNF                        | Não terminou (Did not finish)             |   |                                      |
| Recorde pessoal       | Recorde pessoal do atleta (Personal best)    | Recorde da Oceania    | Recorde da Oceania (Oceania)          | DSQ / DQ                   | Desclassificado (Disqualified)            |   |                                      |
| Recorde da temporada  | Recorde da temporada do atleta (Season best) | Recorde sul-americano | Recorde sul-americano (South America) | NM                         | Sem marca (No mark)                       |   |                                      |